# Froesia
Froesia là một chi thực vật có hoa trong họ Ochnaceae.

## Loài
Chi Froesia gồm các loài: